# Astragalus mailiensis
Astragalus mailiensis är en ärtväxtart som beskrevs av Boris Fedtjenko. Astragalus mailiensis ingår i släktet vedlar, och familjen ärtväxter. Inga underarter finns listade i Catalogue of Life.